# پاسیر مس
پاسیر مس (به لاتین: Pasir Mas) یک سکونتگاه مسکونی در مالزی است که در کلانتان واقع شده‌است.